# La Tranche-sur-Mer
La Tranche-sur-Mer és un municipi francès situat al departament de Vendée i a la regió de País del Loira. L'any 2007 tenia 2.673 habitants.

## Demografia

### Població
El 2007 la població de fet de La Tranche-sur-Mer era de 2.673 persones. Hi havia 1.287 famílies de les quals 486 eren unipersonals (196 homes vivint sols i 290 dones vivint soles), 511 parelles sense fills, 221 parelles amb fills i 69 famílies monoparentals amb fills.
La població ha evolucionat segons el següent gràfic:
Habitants censats

### Habitatges
El 2007 hi havia 10.039 habitatges, 1.335 eren l'habitatge principal de la família, 8.666 eren segones residències i 39 estaven desocupats. 6.440 eren cases i 580 eren apartaments. Dels 1.335 habitatges principals, 978 estaven ocupats pels seus propietaris, 311 estaven llogats i ocupats pels llogaters i 46 estaven cedits a títol gratuït; 19 tenien una cambra, 84 en tenien dues, 346 en tenien tres, 411 en tenien quatre i 476 en tenien cinc o més. 1.107 habitatges disposaven pel capbaix d'una plaça de pàrquing. A 731 habitatges hi havia un automòbil i a 409 n'hi havia dos o més.

### Piràmide de població
La piràmide de població per edats i sexe el 2009 era:
| Homes | Edats   | Dones |
| ----- | ------- | ----- |
| 0     | 95 o +  | 16    |
| 4     | 90 a 94 | 40    |
| 28    | 85 a 89 | 36    |
| 32    | 80 a 84 | 56    |
| 72    | 75 a 79 | 96    |
| 84    | 70 a 74 | 156   |
| 120   | 65 a 69 | 116   |
| 104   | 60 a 64 | 100   |
| 60    | 55 a 59 | 92    |
| 76    | 50 a 54 | 104   |
| 68    | 45 a 49 | 76    |
| 72    | 40 a 44 | 76    |
| 80    | 35 a 39 | 48    |
| 68    | 30 a 34 | 68    |
| 80    | 25 a 29 | 64    |
| 32    | 20 a 24 | 20    |
| 56    | 15 a 19 | 64    |
| 52    | 10 a 14 | 64    |
| 36    | 5 a 9   | 40    |
| 28    | 0 a 4   | 40    |

## Economia
El 2007 la població en edat de treballar era de 1.425 persones, 907 eren actives i 518 eren inactives. De les 907 persones actives 755 estaven ocupades (414 homes i 341 dones) i 152 estaven aturades (70 homes i 82 dones). De les 518 persones inactives 276 estaven jubilades, 82 estaven estudiant i 160 estaven classificades com a «altres inactius».

### Ingressos
El 2009 a La Tranche-sur-Mer hi havia 1.562 unitats fiscals que integraven 2.984,5 persones, la mediana anual d'ingressos fiscals per persona era de 18.807 €.

### Activitats econòmiques
Dels 379 establiments que hi havia el 2007, 1 era d'una empresa extractiva, 12 d'empreses alimentàries, 5 d'empreses de fabricació d'altres productes industrials, 30 d'empreses de construcció, 116 d'empreses de comerç i reparació d'automòbils, 13 d'empreses de transport, 87 d'empreses d'hostatgeria i restauració, 1 d'una empresa d'informació i comunicació, 8 d'empreses financeres, 43 d'empreses immobiliàries, 22 d'empreses de serveis, 20 d'entitats de l'administració pública i 21 d'empreses classificades com a «altres activitats de serveis».
Dels 105 establiments de servei als particulars que hi havia el 2009, 1 era una gendarmeria, 3 oficines de correu, 3 oficines bancàries, 2 funeràries, 2 tallers de reparació d'automòbils i de material agrícola, 5 paletes, 4 guixaires pintors, 3 fusteries, 4 lampisteries, 7 electricistes, 2 empreses de construcció, 5 perruqueries, 2 veterinaris, 42 restaurants, 17 agències immobiliàries, 2 tintoreries i 1 saló de bellesa.
Dels 72 establiments comercials que hi havia el 2009, 1 era un hipermercat, 1 una gran superfície de material de bricolatge, 3 botiges de menys de 120 m², 12 fleques, 3 carnisseries, 1 una botiga de congelats, 3 peixateries, 2 llibreries, 24 botigues de roba, 5 botigues d'equipament de la llar, 2 sabateries, 1 una botiga d'electrodomèstics, 2 botigues de mobles, 7 botigues de material esportiu, 3 perfumeries, 1 una joieria i 1 una floristeria.
L'any 2000 a La Tranche-sur-Mer hi havia 16 explotacions agrícoles que ocupaven un total de 232 hectàrees.

## Equipaments sanitaris i escolars
Els 2 equipaments sanitaris que hi havia el 2009 eren farmàcies.
El 2009 hi havia 2 escoles elementals.

## Poblacions més properes
El següent diagrama mostra les poblacions més properes.